# 今夜はANGEL
「今夜はANGEL」（こんやはエンジェル）は、日本の女性シンガーソングライター、椎名恵のデビュー・シングル。1986年1月1日にTDKレコードから発売された。

## 概要
タイトルチューンの「今夜はANGEL」は、フジテレビ系テレビドラマ『ヤヌスの鏡』の主題歌として採用された。1984年公開のアメリカ映画『ストリート・オブ・ファイヤー』の劇中曲「今夜は青春（Tonight Is What It Means to Be Young）」のカバーである。
椎名はバックコーラスや仮歌の仕事をしていた頃、「この曲を歌えるシンガーを探している」という話を聞いてデモテープを作成する。後日「君に決まったよ」と言われたときは、夢が叶った喜びと、反対にこの先何が待っているのかという不安の両方があったという。日本語詞は三浦徳子との共作という形で椎名自身が手掛けている。詞は原曲のイメージを守りつつドラマの内容を意識したものにする必要があり、椎名はアマチュア時代に、ソングライターとして恋愛ものの歌詞をいくつか書いたことがあったが、本作では書いたことのない世界観を書くことによって、自分の中の別の自分が目覚めた感じがしたと回顧している。また、自分にとって「今夜はANGEL」はセカンドバースデーのような、新しい自分が生まれた曲であるといい、「カバーは、時の流れに埋もれてしまった歌に、あらためて生命を与えることが出来る。シンガーのひとつの役割だと思っています。」とも語っている。
原曲は何人もの歌声が重なり合っているため、それに準えて椎名一人の声を7つ重ねて歌入れをしている。後に椎名は、「音域も広いので苦労しましたが、出来ることは100%やったという満足感はありました。」と述べている。
2008年にはデーモン閣下がカバーした。
B面曲の「CHANGE ME」は、ヒューバート・カーの「Angel 07」のカバーで、『ヤヌスの鏡』の挿入歌としても使用された。

## 収録曲
SIDE A
今夜はANGEL
作詞・作曲：ジム・スタインマン
日本語詞：椎名恵 / 補作詞：三浦徳子 / 編曲：戸塚修
SIDE B
CHANGE ME!
作詞・作曲：HUBRT KEMMLER、TIMOTHY TOUCHTION
日本語詞：森浩美 / 編曲：戸塚修